# Le Lion et l'Âne chassant
Le Lion et L'Âne chassant est la dix-neuvième fable du livre II de Jean de La Fontaine situé dans le premier recueil des Fables de La Fontaine, édité pour la première fois en 1668.

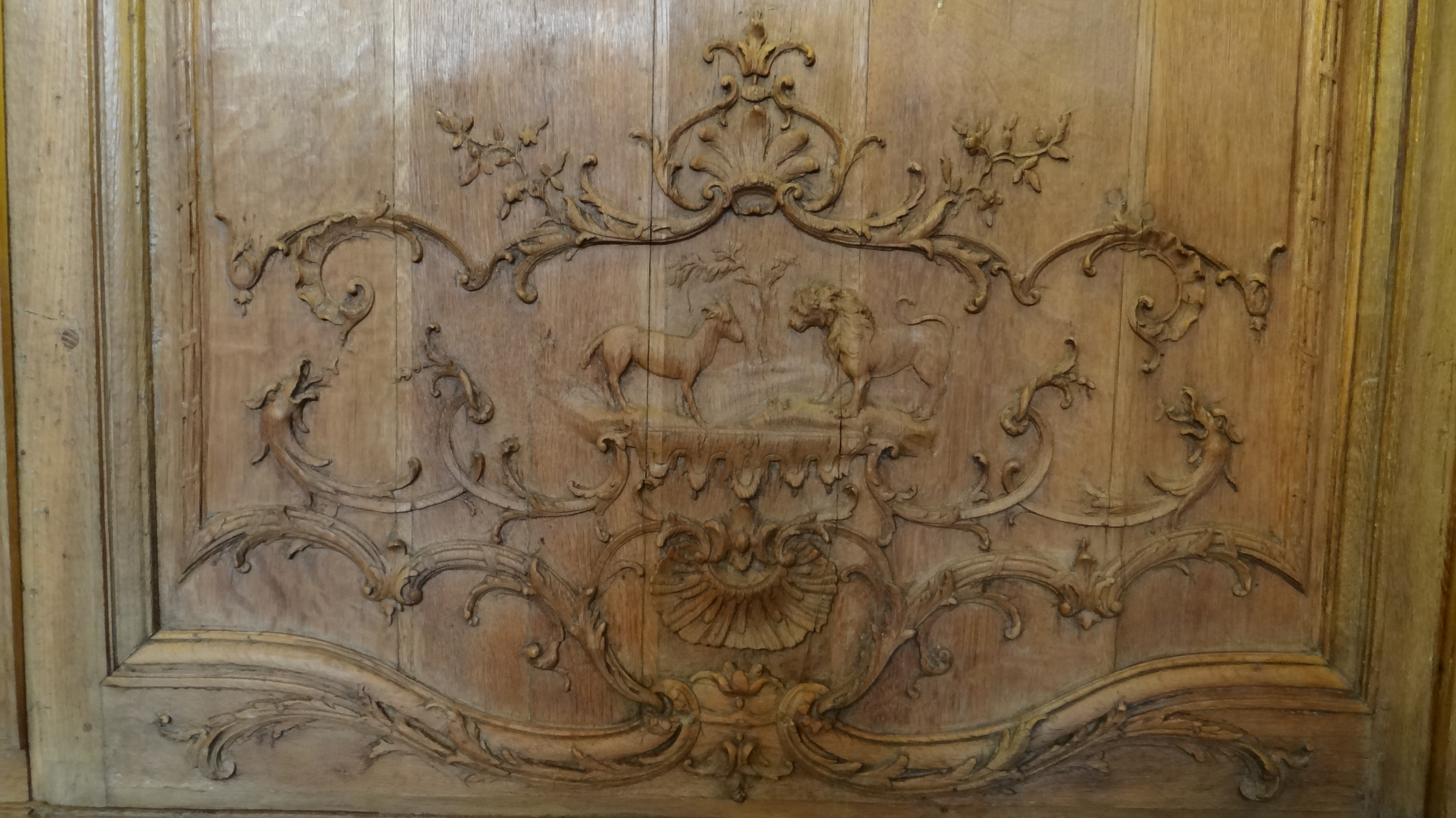
Le Lion et l'Ane chassant, Hôtel de Noirmoutier, Paris

Le Roi des animaux se mit un jour en tête

       De giboyer. Il célébrait sa fête.

Le gibier du Lion, ce ne sont pas Moineaux,

Mais beaux et bons Sangliers, Daims et Cerfs bons et.beaux.

               Pour réussir dans cette affaire,

               Il se servit du ministère

               De l'Âne à la voix de stentor.

L'Âne à Messer  Lion fit office de Cor.

Le Lion le posta, le couvrit de ramée,

Lui commanda de braire, assuré qu'à ce son

Les moins intimidés fuiraient de leur maison.

Leur troupe n'était pas encore accoutumée

               À la tempête de sa voix ;

L'air en retentissait d'un bruit épouvantable :

La frayeur saisissait les hôtes de ces bois .

Tous fuyaient, tous tombaient au piège inévitable

               Où les attendait le Lion.

N'ai-je pas bien servi dans cette occasion ?

Dit l'Âne, en se donnant tout l'honneur de la chasse.

Oui, reprit le Lion, c'est bravement crié :

Si je ne connaissais ta personne et ta race,

               J'en serais moi-même effrayé. 

L'Âne, s'il eût osé, se fût mis en colère,

Encor qu'on le raillât avec juste raison :

Car qui pourrait souffrir un Âne fanfaron ?

               Ce n'est pas là leur caractère.
— Jean de La Fontaine, Fables de La Fontaine, Le lion et l'Âne chassant